# Крис Кејман
Крис Кејман (енгл. Chris Kaman; Гранд Рапидс, Мичиген, САД, 28. април 1982) је америчко-немачки кошаркаш. Игра на позицији центра. Изабран је у 1. кругу (6.укупно) НБА драфта 2003. од Лос Анђелес клиперса.

## Почеци
Кејман је похађао хришћанску школу у Вајомингу, у Мичигену. Своју средњошколску екипу предводио је до државног „Class D“ четвртфинала. Тек је у четвртфиналу поражен од Ленаве, такође хришћанске школе. Након средње школе, три године наступао је за универзитетску екипу Централ Мичиген Универзитета. Екипа је водио до Средњоамеричког конференцијског првенства и НЦАА турнира где су 2003. остварили победу у првом кругу. Новинска агенција Асошијетед прес уручила му је награду Ол-Америка, пре него што је 2003. Отишао на НБА драфт.

## НБА каријера

### 2003 - 2004: Руки сезона
Кејмана су узели Лос Анђелес клиперси као 6. избор на НБА драфт 2003, иза Леброна Џејмса, Дарка Миличића, Кармела Ентонија, Криса Боша и Двејна Вејда. У својој првој сезони, Кејман је остварио просек од 6,1 поена, 5,6 скокова, 0,89 блокада. Током те сезоне одиграо је све 82 утакмице у првенству, а у стартној петорци почињао је у њих 61 (74,39% утакмица). Такође, једини је играч Клиперса који је одиграо све 82 утакмице. Тако је Кејман постао други новајлија у историји НБА лиге који је одиграо све 82 утакмице у својој првој сезони. Пре њега, то је успео само Мајкл Брукс у сезони 1980./81. Та сезона, за играча је била све, само не спектакуларна. Остварио је свега пет скакачких дабл-дабл-ова па је уврштен у другу НБА Руки тим сезоне. Према статистици био је други новајлија сезоне по блокадама (0,89), трећи по убаченим тројкама (.460) и четврти по броју скокова по утакмици (5,6).

### 2004 - 2006: Побољшање
Годину дана након своје прве сезоне, Крис Кејман је побољшао сопствену игру па је имао просек од 9,1 поена, 6,7 скокова за 25,9 минута по утакмици. У 63 утакмице колико је одиграо током сезоне 2004./05. у њих 50 је стартовао у почетној петорци. Због повреде није наступио у 12 утакмица, укључујући првих 11 утакмица на почетку сезоне због уганућа левог чланка. У четири утакмице постигао је преко 20 кошева и остварио 14 дабл-дабл учинка. У 16 утакмица био је водећи играч екипе по броју скокова а у 19 утакмица по броју блокада. Упркос томе ЛА Клиперси се осму годину заредом нису успели пласирати у плеј-оф, али Кејман је наставио приказивати напредак у сопсвеној игри.
Крајем сезоне 2005./06. Кејмен је имао просек од 11,9 кошева, 9,6 скокова и 1,38 блокада у 32,8 минута по утакмици. За екипу је одиграо 78 утакмица и у свима почео у стартној петорци. Две утакмице је пропустио због поновног уганућа левог чланка, а једну утакмицу због болова у левом колену. Сезону је завршио као 9. НБА играч по броју скокова по утакмици (9,6) те 24. блокер лиге по просеку блокада (1,38 по утакмици). Крис Кејман је у 49 утакмица постигао двоцифрени број кошева, од чега је у 10 утакмица постигао 20 или више кошева. Такође, играч је остварио рекорд од 10 или више скокова у 36 утакмица. Сезону је завршио са 29 дабл-дабл учинка.
Сезона је била тим већа јер су се Клиперси након 1997. поново пласирали у плејоф. Крајем регуларног дела сезоне, екипа је завршила на 6. месту Западне конференције уз скор 47:35. Тај скор је трећи најбољи у историји клуба, од времена када је седиште клуба премештено из Буфала у Лос Анђелес.
У првом кругу плеј-офа Клиперси су играли против Денвер нагетса. Током једне од утакмица, играч Денвера, Реџи Еванс је намерно ударио Кејмана у тестисе. Због тог потеза је касније кажњен са 10.000 долара.

### 2006 - 2007
Иако су се у Кејмана полагала велика очекивања, он је имао просек од 10,1 коша, 7,8 скокова и 1,5 блокада у 29 минута по утакмици. За Клиперсе је одиграо 75 утакмица, а лош просек сезоне је образложен повредом тетиве колена у тренинг кампу чиме му је ограничена мобилност на паркету. Због тога је слабо пратио ритам утакмице те није могао придоњети више у офанзиви.
ЛА Клиперси су сезону завршили са негативним скором 40:42. Клуб у плејофу није прошао први круг против Голден Стејт вориорса, док је Кејман пропустио једну утакмицу.
Завршетком сезоне, Крис Кејман је са клубом потписао нови уговор, али Клиперси више нису полагали велика очекивања у играча.

### 2007 - 2008
Након што су Шон Ливингстон и Елтон Бранд морали пропустити већину сезоне 2007./08. због дислоцираног колена, односно повреде Ахилове тетиве, вођство Клиперса је сматрало да екипа неће бити конкурентна као пре две сезоне. Међутим, Кејман је у тој сезони био један од најдоминантнијих центара НБА лиге са просеком од 15,7 кошева, 12,7 скокова и 2,8 блокада по утакмици. Иако није одиграо довољно утакмица да буде на врху статистике, његови просеци скокова и блокада омогућили су му да буде трећи најбољи скакач и блокер сезоне.

### Њу Орлеанс хорнетси
14. децембра 2011, Клиперси су у великој размени играча послали Кејмана заједно са још двојицом играча и пиком прве рунде драфта 2012. у Хорнетсе за Криса Пола и два будућа пика друге рунде. У својој првој утакмици у новом тиму Кејмен је забележио 10 поена и 5 скокова. Пет дана касније имао је учинак сезоне од 15 скокова, а у наредним недељама постигао је и 20 поена као најбољи учинак сезоне.
28. јануара 2012. Хорнетси су објавили да желе да размене Кејмана, који је у том моменту био најстарији играч у тиму желећи да дају већу минутажу млађим играчима. Деактивирали су га из тима чекајући трејд али су одлучили да га врате после недељу дана јер нису успели да га размене. У првој утакмици после повратка постигао је 10 поена и 12 скокова за 32 минута са клупе против кингса.

### Далас маверикси
У јулу 2012. потписао је за Далас мавериксе и придружио се саиграчу из репрезентације Дирку Новицком. Потписао је једногодишњи уговор вредан 8 милиона долара. Одиграо је 60 утакмица и имао просечно 10,5 поена и 5,6 скокова по мечу.

### Лос Анђелес лејкерси
У јулу 2013. потписао је једногодишњи уговор са Лос Анђелес лејкерсима.

## Репрезентација
Крис Кејман уз америчку, поседује и немачки пасош. Њега је добио је 2. јула 2008. будући да му је прадеда Немац, али он не говори немачки језик.
Кејман је први пут заиграо за немачку кошаркашку репрезентацију у Грчкој на квалификационом турниру за Олимпијске игре у Пекингу 2008. Деби је имао на утакмици против Зеленортских острва. На утакмици је имао дабл-дабл са 10 кошева и 10 скокова. У другој квалификационој утакмици против Новог Зеланда, постигао је 20 кошева. Новинари су га прогласили МВП-ом турнира.
Будући да се Немачка квалификовала на Олимпијаду, Кејман је тамо играо за ту националну репрезентацију. Тада се нашалио на сопствени рачун и пре почетка Олимпијаде изјавио за Лос Анђелес Тајмс: " Поносан сам што сам Немац и увек сам се некако осећао као странац у НБА-у '".
Кејман је други пут заиграо за репрезентацију на Европском првенство у кошарци 2011. у Литванији.

## НБА статистика

### Регуларни део
| Година   | Клуб          | Одиг. ута. | Ута. поч. | Мин. | 2P%  | 3P%  | Сл. бац.% | Скок. | Асист. | Укр. лоп. | Блок. | Поена |
| -------- | ------------- | ---------- | --------- | ---- | ---- | ---- | --------- | ----- | ------ | --------- | ----- | ----- |
| 2003/04. | Л. А Клиперси | 82         | 61        | 22,5 | 46,0 | 00,0 | 69,7      | 5,6   | 1,0    | 0,3       | 0,9   | 6,1   |
| 2004/05. | Л. А Клиперси | 63         | 50        | 25,9 | 49,7 | 00,0 | 66,1      | 6,7   | 1,2    | 0,4       | 1,1   | 9,1   |
| 2005/06. | Л. А Клиперси | 78         | 78        | 32,8 | 52,3 | 00,0 | 77,0      | 9,6   | 1,0    | 0,6       | 1,4   | 11,9  |
| 2006/07. | Л. А Клиперси | 75         | 66        | 29,0 | 45,1 | 00,0 | 74,1      | 7,8   | 1,1    | 0,6       | 1,5   | 10,1  |
| 2007/08. | Л. А Клиперси | 56         | 55        | 37,2 | 48,3 | 00,0 | 76,2      | 12,7  | 1,9    | 0,6       | 2,8   | 15,7  |
| 2008/09. | Л. А Клиперси | 31         | 24        | 29,7 | 52,8 | 00,0 | 68,0      | 8,0   | 1,5    | 0,6       | 1,5   | 12,0  |
| 2009/10. | Л. А Клиперси | 76         | 76        | 34,3 | 49,0 | 00,0 | 74,9      | 9,3   | 1,6    | 0,5       | 1,2   | 18,5  |
| 2010/11. | Л. А Клиперси | 32         | 15        | 26,2 | 47,1 | 00,0 | 75,4      | 7,0   | 1,4    | 0,5       | 1,5   | 12,4  |
| 2011/12. | Њу Орлеанс    | 47         | 33        | 29,2 | 44,6 | 00,0 | 78,5      | 7,7   | 2,1    | 0,5       | 1,6   | 13,1  |
| Каријера |               | 540        | 458       | 29,7 | 48,3 | 00,0 | 74,1      | 8,3   | 1,4    | 0,5       | 1,4   | 11,9  |
| Ол-стар  |               | 1          | 0         | 10,7 | 50,0 | 00,0 | 00,0      | 3,0   | 1,0    | 0,0       | 0,0   | 4,0   |

### Плејоф
| Година   | Клуб          | Одиг. ута. | Ута. поч. | Мин. | 2P%  | 3P%  | Сл. бац.% | Скок. | Асист. | Укр. лоп. | Блок. | Поена |
| -------- | ------------- | ---------- | --------- | ---- | ---- | ---- | --------- | ----- | ------ | --------- | ----- | ----- |
| 2005/06. | Л. А Клиперси | 11         | 10        | 29,5 | 59,3 | 00,0 | 76,2      | 8,0   | 0,9    | 0,4       | 0,8   | 10,7  |
| Каријера |               | 11         | 10        | 29,5 | 59,3 | 00,0 | 76,2      | 8,0   | 0,9    | 0,4       | 0,8   | 10,7  |